# Eucharia sartha
Eucharia sartha là một loài bướm đêm thuộc phân họ Arctiinae, họ Erebidae.